# جوئتسو شینکانسن

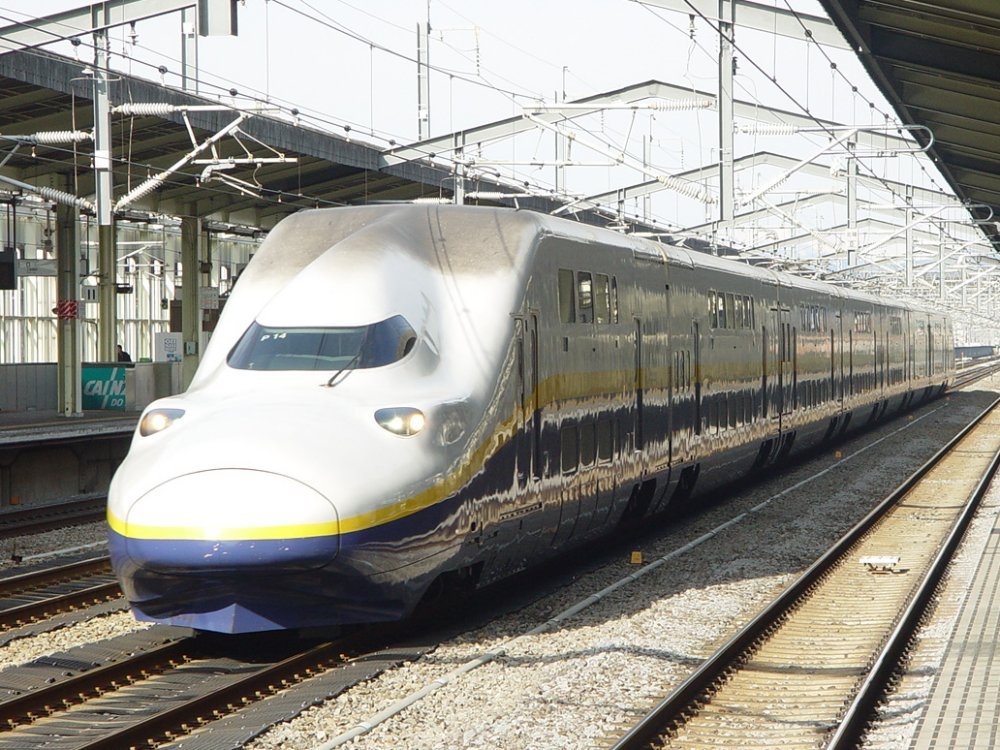
جوئتسو شینکانسن، ژانویهٔ ۲۰۰۶

جوئتسو شینکانسن (به ژاپنی: 上越新幹線) یکی از مسیرهای ریلی سریع‌السیر شینکانسن است که توکیو و نیگاتا را در ژاپن از طریق توهکو شینکانسن به هم متصل می‌کند. این مسیر ریلی بوسیلهٔ شرکت حمل و نقل ریلی شرق ژاپن اداره می‌شود.

## نگارخانه

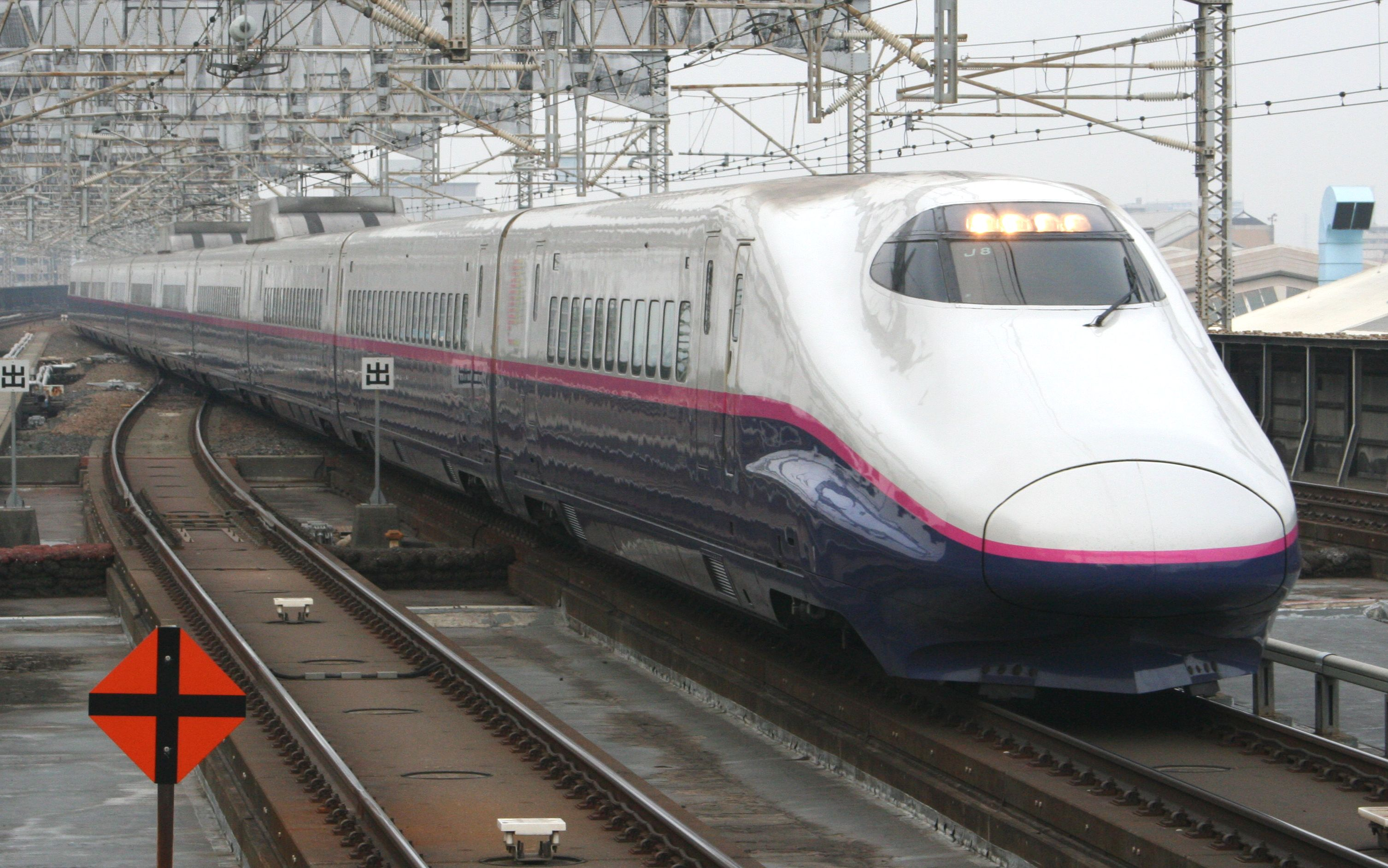
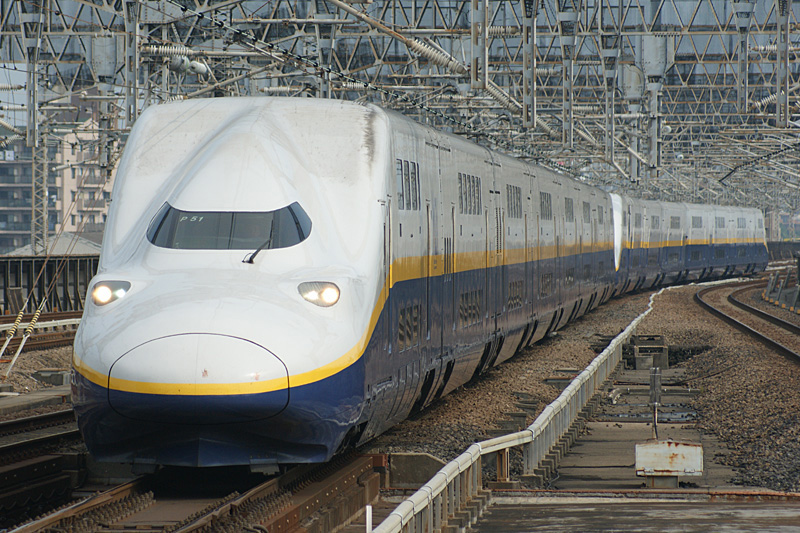